# Baile Bradley-Martin

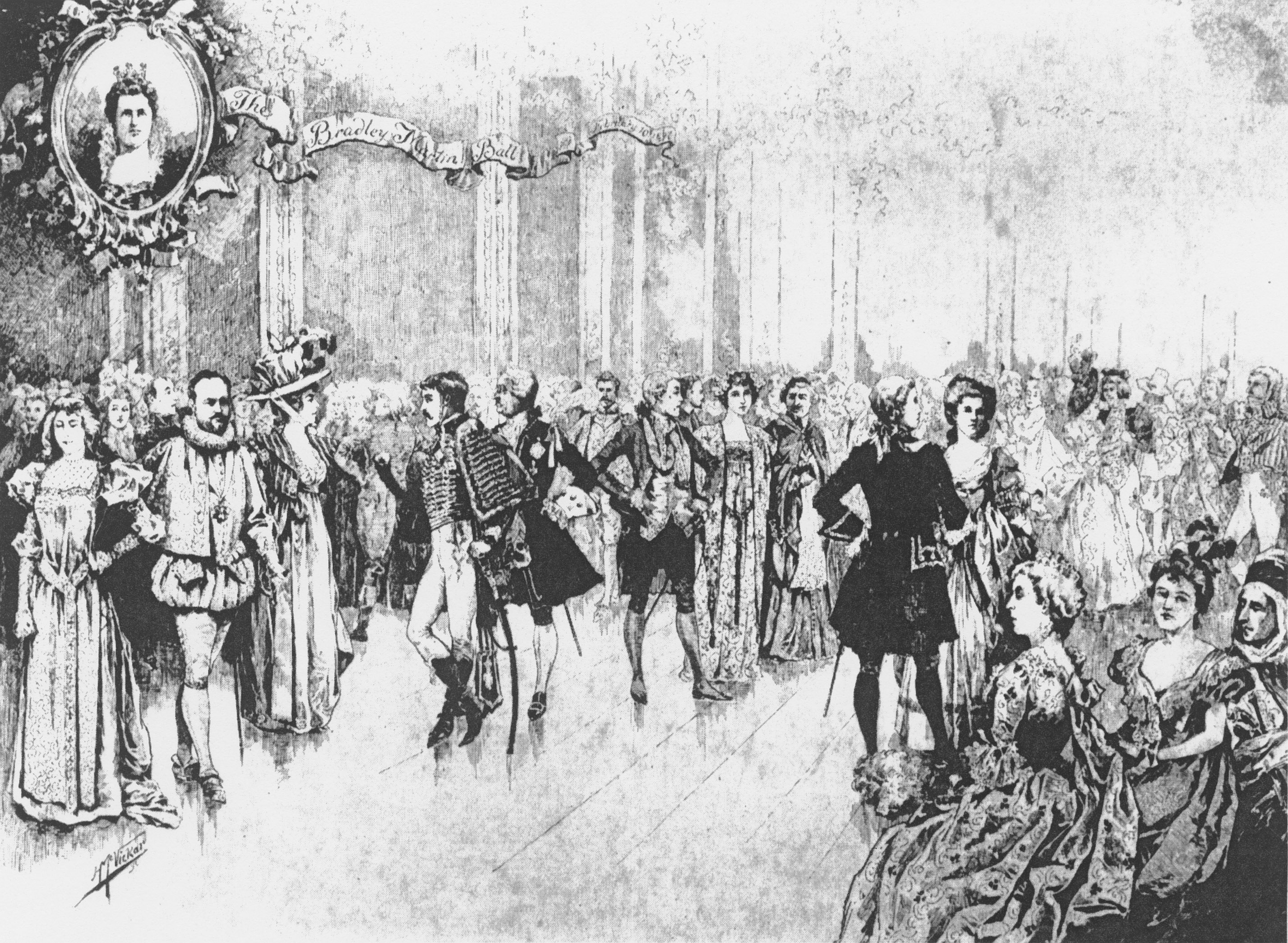
El baile Bradley-Martin, por Harry Whitney McVickar. Ilustración de la Harper's Weekly Illustrated Newspaper, 1897

El baile Bradley-Martin fue un lujoso y costosísimo baile de disfraces celebrado en el Hotel Waldorf de la ciudad de Nueva York en la noche del 10 de febrero de 1897. Cornelia Bradley-Martin, esposa de Bradley Martin, organizó el evento, con la intención de convertirlo en "la fiesta más grande en la historia de la ciudad". Ochocientos "socialités" se gastaron hasta 400.000 dólares imitando a reyes y reinas antiguos. La intención declarada de los Bradley-Martin era crear un estímulo económico para Nueva York, que estaba al final de una recesión de veinte años que empezó en 1873 e incluyó el Pánico de 1893. Los Bradley-Martin se gastaron aproximadamente el equivalente a 9,7 millones de dólares actuales para promocionar y preparar el baile. Por todo el país, predicadores y redactores discutieron sobre la conveniencia de una fiesta que costaría centenares de miles de dólares. Al final, el baile fue un triunfo social considerado el último gran evento de la "Edad Dorada" de los Estados Unidos, pero generó publicidad negativa al verse como un derroche extravagante.

## Antes del baile
Aunque la intención declarada de los Bradley-Martin era beneficiar a la ciudad de Nueva York mediante un estímulo económico, la esposa de Bradley Martin, Cornelia Bradley Martin, también tenía otras intenciones, y deseaba organizar un bailes de disfraces que superara a cualquier otro en la historia. Específicamente deseaba superar el famoso gran baile que Alva Vanderbilt ofreció en 1883, y que había sido la fiesta más grande en la historia de la ciudad. Durante las semanas previas, Cornelia hizo que su secretaria se asegurara de que todos los periódicos tuvieran todos los detalles importantes y los difundieran por toda la ciudad. En poco tiempo, la expectación cundió entre el público.
En las tres semanas anteriores al evento, la sociedad de Nueva York hizo del baile su único tema de discusión. El Comercial Advertiser exclamó: " Hoy hay un gran revuelo en los círculos de moda e incluso en los círculos públicos. La causa de todo es el baile Martin Bradley, al lado del cual el tratado de arbitraje, la cuestión cubana, y la investigación Lexow parecen haberse convertido en asuntos de interés público secundarios."
Los invitados incluyeron a Caroline Schermerhorn Astor, conocida sencillamente como Señora Astor, ataviada de María, reina de Escocia, su hijo John Jacob Astor como Enrique IV de Francia y su esposa como María Antonieta, James L. Breese como el duque de Guisa, Charles Childs como Lady Teazle, Hermann Oelrichs como un burgomaestre holandés del Barroco, Charles Post como Madame de Maintenon, Stanford White con un traje renacentista de corte de terciopelo negro y satén blanco, el artista Adolfo Müller-Ury como un torero español, J. P. Morgan como Luisa de Mecklemburgo-Strelitz, y Hamilton Fish Webster como María Teresa de Austria.

## El baile

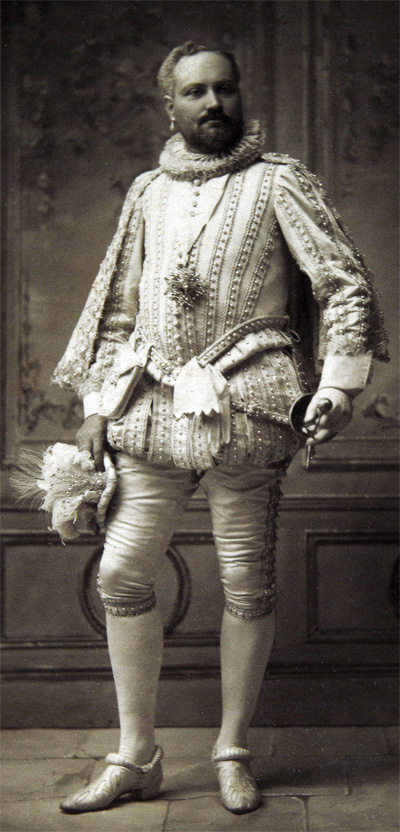
James L. Breese se disfrazó de Duque de Guisa con un traje blanco de seda con bordados de perlas y encajes plateados.

### Concepto
La idea de Cornelia Bradley era celebrar una fiesta de disfraces con tan poca antelación que sus invitados no tendrían tiempo de comprar sus vestidos en París, y apoyar así los negocios locales al encargar todo en la ciudad. Esto seguía la idea común en los Estados Unidos de la época de que era mucho mejor para los trabajadores que las personas ricas gastaran su dinero localmente en vez de llevarlo a Europa.
El reverendo doctor Rainsford creía que los ricos debían dar dinero para ser distribuido en obras de caridad, mientras que otros, incluyendo los miembros de la Unión Protectora Mutua Musical (MMPU), discrepaban. Creían que era mejor que los ricos se lo gastaran en divertirse, dando así a centenares de miles de trabajadores (cocineros, pasteleros, proveedores de vinos y licores, costureras, modistas, sastres, floristas, orquestas, bandas y solistas etc) una oportunidad de ganar dinero y mantener su propio respeto en vez de tener que aceptar la caridad. El MMPU se indignó cuando se enteraron de que la Marine Band iba a estar en el baile en lugar de los músicos de su sindicato. Los miembros de la Marine Band no necesitaban urgentemente el dinero que iban a recibir por tocar en el baile.

### Preparaciones
El florista Small recibió el encargo de las decoraciones para el baile Bradley-Martin. Los arreglos en el Waldorf empezaron en la mañana del 9 de febrero por A.W. Merritt, colega de Small. En pleno invierno, las flores llegaron desde invernaderos de Alabama y Carolina del Sur. En los días previos al acontecimiento, se arrasaron las existencias de distribuidores y tiendas para el hogar para suministrar la demanda de ornamentos y exactitud histórica. Todos los joyeros que trataban con antigüedades fueron limpiados de todo lo que tuvieran a mano. Las joyas que las más antiguas familias de la élite de Nueva York guardaban como reliquias fueron sacadas de sus bóvedas de seguridad. Se recuperaron encajes que llevaban generaciones guardados en los cofres familiares o en las bóvedas de seguridad. Además, muchas de las joyas habían pertenecido realmente a la realeza francesa, dado que una subasta de joyas de la corona gala en 1887 había sido casi copada por millonarios estadounidenses, y ahora tenían una oportunidad de mostrarlas.
Mil doscientas invitaciones fueron emitidas para el acontecimiento, y más de la mitad de los invitados asistieron. Algunos de ellos se fueron temprano, pareciendo haber hecho acto de presencia solo por curiosidad.

### El Waldorf
"El interior del hotel Waldorf-Astoria fue transformado en una réplica de Versalles, y tapices raros, hermosas flores e innumerables luces constituyeron un fondo efectivo para los maravillosos vestidos y sus portadores."
Doscientos agentes de policía montaron guardia en la entrada del Waldorf. Los Bradley-Martin llegaron primero a las 22:15 horas. A las 22:30 llegó un primer grupo de carruajes y antes de las 23:00 horas el flujo de vehículos a caballo ya era continuo. Los invitados bajaban y entraban al vestíbulo del hotel, desde donde subían a los pasillos en el segundo piso donde se habían dispuesto como vestidores quince habitaciones para el uso y comodidad de los invitados. Algunos, prefiriendo no exponerse en la calle portando fortunas tentadoras en joyas y encajes, se cambiaron allí. Esto no fue propiciado por el miedo, si no como mera precaución. Peluqueros y maquilladores estaban disponibles en estas habitaciones. Al salir de los vestidores, los invitados ya ataviados se dirigían al salón de baile más pequeño. Era allí donde les recibía Cornelia Bradley-Martin. Un lacayo anunciaba sus nombres y las figuras que personificaban para ella. Esta corriente de invitados se sucedió durante casi 90 minutos y solo después de medianoche pudo salir al salón de baile principal para tomar su sitio en la quadrille d'honneur de apertura.

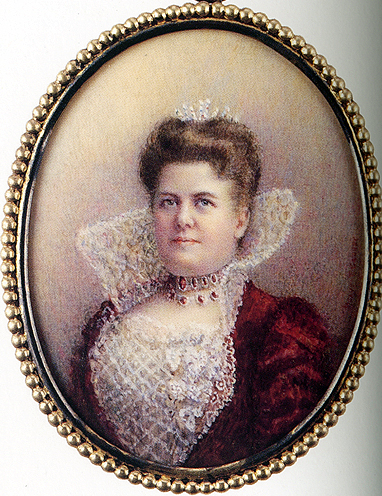
Un camafeo con el retrato pintado de Cornelia Bradley-Martin vestida como María Estuardo, reina de Escocia, para su famoso baile.

### Trajes
Cornelia Bradley-Martin pidió a sus invitados que eligieran algo de la nobleza y realeza europea de los siglos XVI, XVII y XVIII; hubo cincuenta María Antonietas, diez Madame de Pompadour, ocho Madame de Maintenon, tres Catalina la Grande, aun así se vieron varios George Washington, un noble japonés, un gran jefe indio, una princesa egipcia y una Pocahontas. Oliver Belmont apareció con una réplica de armadura medieval con incrustaciones de oro que apenas le permitía moverse. Una lista fue compilada y publicada en el New York Times tres días antes del acontecimiento, enumerando a los invitados y las figuras históricas que iban a personificar o disfraces que iban a llevar. Bradley-Martin "personificó a María Estuardo, y su vestido bordado en oro estaba adornado de perlas y piedras preciosas con un valor de más de 60.000 dólares. Su marido Bradley (Martin) iba de Luis XV, con un traje dieciochesco de corte de brocado". "En muchos casos los botones de diamante llevados por los caballeros representaron miles de dólares, y el valor de las gemas históricas llevadas por las damas desconcierta la descripción." En esos tiempos, el ingreso promedio de un estadounidense era de 400 dólares al año.
Otho Cushing, un joven artista de Boston, causó un gran revuelo cuando apareció como un cetrero de corte italiana del siglo XV, con ceñidas calzas y jubón, bonete, peluca de melena hasta el hombro y un halcón de peluche sobre el guante cetrero en la diestra. "El traje dejaba poco a la imaginación en lo que a la figura se refería, y, aunque históricamente correcto en cada detalle, era tan decididamente pronunciado que causaba sensación dondequiera que se moviera."

### Decoraciones
El salón de baile más pequeño estaba decorado con mobiliario estilo Luis XV, y en las paredes fueron colgados tapices a manera de cortinas. Se arrojaron rosas en masa contra los cortinajes y se dejaron allí donde aterrizaron para ser pisadas por los presentes. El lado de la habitación donde se colocó la banda húngara, fue ocultado con rosas de tallo alto y guirnaldas de ellas se dejaron cayendo desde el centro hacia cada lado y sobre los espejos. La banda húngara, bajo el liderazgo de Carl Berlinger, tocó 12 selecciones de concierto, escogidas por la Señora Bradley-Martin, durante toda la noche.
Al entrar en el salón de baile principal los huéspedes se encontraban con 15 grandes espejos en las paredes. Al fondo de la sala, el estrado para los músicos estaba ocultado por rosas de color rosa, con guirnaldas también colgando desde arriba y recogidas hacia los lados. Había un total de 5.000 rosas y 3.000 orquídeas frescas en todas estas decoraciones.
La cafetería y el patio anexos estaban también decorados, buscando un efecto hogareño. 125 mesas fueron instaladas, cada una con una capacidad para seis invitados, y adornada con un centro de rosas Beauty.

### Música
La danse d'honneur, arreglada por Caroline Astor, abrió el baile. La compañía fue dirigida por Cornelia Bradley-Martin, en la función de Reina del baile, escoltada por John Jacob Astor como el Rey del baile. Para esta danza de honor, la orquesta tocó música de Beethoven. Luego, la orquesta empezó a tocar una polonesa de Chopin anunciando la entrada en la pista de la mujer de Edmund L. Baylies y sus asociados para un minué. Cuando formaron para el minué la orquesta ejecutó la música de baile de Mozart en "Don Giovanni". El baile de las debutantes vino luego, y fue más animado que los otros y de más difícil ejecución. Los miembros de este conjunto, organizado por la esposa de Frederic Bronson, bailaron una cuadrilla de la corte húngara, el Kormagyar, con música arreglada por Allen Dodworth. Esta quadrille terminó los bailes de exhibición. La danza general siguió con tres cuadrillas hasta el momento de la cena.

### Cena, diversión y obsequios
La cena se sirvió a la 1:00 horas y consistió en 28 platos clásicos en las cenas lujosas decimonónicas como ostras rellenas de caviar, lomo de pato, sopa de tortuga, huevos de chorlito, foie gras y cochinillo asado. Durante todo el evento, se consumieron un total de 4.000 botellas de Moet & Chardon. El cotillón comenzó a las tres, y fue motivo de diversión el ver a los numerosos caballeros que portaban espadas al cinto como se tropezaban con ellas o se enganchaban en vestidos y encajes. Elisha Dyer, Jr. dirigió el cotillón.
Cornelia Bradley-Martin seleccionó como regalo de recuerdo para los invitados una figurita de plata para las damas y un bastón de paseo para los caballeros. Como era la costumbre, fueron repartidos por Elisha Dyer, Jr. como jefe del cotillón.

## Reacción y controversia
Ya antes de que el baile tuviera lugar, los Bradley-Martin provocaron críticas en todas direcciones, cuando los diarios criticaron su extravagancia y los clérigos instaron a los miembros de sus congregaciones a no asistir. Un clérigo denunció el baile diciendo: "Ustedes los ricos no ponen nada en el plato de la colecta, y sin embargo gastarán miles de dólares en el baile de la señora Bradley-Martin”.
Después del baile muchos ministros predicaron contra su excesivo derroche. La fiesta atrajo la atención de las autoridades, que pronto elevaron los impuestos a los Bradley-Martin (así como a algunos de sus amigos y asistentes al evento, como los Astor) bastante desproporcionados a lo que pagaba cualquier otra persona. Molestos, los Bradley-Martin se fueron a vivir permanentemente a Inglaterra, donde habían poseído una casa varios años, y Escocia, donde arrendaron una propiedad de 65.000 acres (260 km cuadrados), Balmacaan.
El baile Bradley-Martin es especialmente recordado como el fin de los excesos de la Edad Dorada estadounidense.